# Taekwondo ai Giochi della XXIV Olimpiade
Il taekwondo è stato presente ai Giochi della XXIV Olimpiade di Seul, nel 1988, come sport dimostrativo.
Le gare si sono svolte presso il Jangchung Gymnasium dal 17 al 20 settembre.
Furono disputate sedici gare, otto maschili ed otto femminili; parteciparono 120 uomini e 63 donne, provenienti da 35 diverse nazioni. Gli atleti della Corea del Sud vinsero nove dei sedici eventi.